# Syrmie (comitat)
Syrmie (en croate : Srijem ; en hongrois : Szerém ; en allemand : Syrmien) est un ancien comitat du royaume de Croatie-Slavonie associé au royaume de Hongrie. Son siège était Vukovar.